# 橋詰まり
橋詰 まり（はしづめ まり、1992年3月7日 - ）は、日本の女子バスケットボール選手である。富士通レッドウェーブ所属。ポジションはセンター。背番号14。183cm、82kg。

## 人物
高知県出身。
福岡県の中村学園女子高等学校でインターハイベスト4を経験。
拓殖大学に進学し、インカレ優勝を果たす。
在学中ユニバーシアードにも2度出場。
卒業後、富士通に入社。
2018年、ひざの故障を理由に引退。

## 経歴
- 中村学園女子高校 - 拓殖大学 -富士通（2014年〜2018年）

## 日本代表歴
- 2011ユニバーシアード
- 2013ユニバーシアード